# Helga Flatland
Helga Flatland, född 16 september 1984 i Flatdal, är en norsk författare.
Flatland är uppväxt i Flatdal i Telemark. Hon har gått på textförfattarlinjen på Westerdals School of Communication. Hon har också en bachelorgrad i nordiska språk och litteratur från Universitetet i Oslo.
2010 debuterade hon med romanen Bli hvis du kan. Reis hvis du må som har fått flera priser.

## Priser och utmärkelser
- Tarjei Vesaas debutantpris 2010 för  Bli hvis du kan. Reis hvis du må
- Aschehougs debutantstipend 2010 för  Bli hvis du kan. Reis hvis du må
- Ungdommens kritikerpris 2010 för  Bli hvis du kan. Reis hvis du må
- Amalie Skram-prisen 2015
- Bokhandlerprisen 2017 för En moderne familie